# Escape Academy
Escape Academy est un jeu vidéo de puzzle sorti en 2022, développé par Coin Crew Games et publié par iam8bit et Skybound Games. Il est sorti sur Windows, PlayStation 4, PlayStation 5, Xbox One et Xbox Series le 14 juillet 2022 avec un accueil généralement positif.

## Système de jeu
Dans Escape Academy, les joueurs assument le rôle d'étudiants qui suivent une formation pour devenir un "Escape Room Master" qualifié. Son gameplay est calqué sur celui des activités de salle d'évasion du monde réel, où les joueurs sont censés travailler ensemble pour découvrir des indices, résoudre des énigmes et accomplir des tâches dans une ou plusieurs pièces pour atteindre un objectif spécifique dans un laps de temps limité.  Joués du point de vue à première personne, les joueurs gagnent des notes en résolvant des salles d'évasion sur le thème de diverses matières académiques. 

## Développement et sortie
Escape Academy est développé par Coin Crew Games, un studio de développement de jeux vidéo fondé en 2018, avec sa production dirigée par les cofondateurs du studio Mike Salyh et Wyatt Bushnell.  Avec iam8bit et Skybound Games comme éditeurs, le jeu est sorti le 14 juillet 2022 sur Windows, PlayStation 4, PlayStation 5, Xbox One et Xbox Series X/S. 

## Accueil
Les versions PC et Xbox Series X/S d'Escape Academy ont reçu des critiques généralement favorables de la part des critiques, selon l'agrégateur de critiques Metacritic,.   
Jordan Ramée de GameSpot a fait l'éloge de la conception du gameplay derrière chaque salle d'évasion, qu'il a trouvée gratifiante pour le jeu coopératif en mode multijoueur, car elle permet à tous les joueurs de travailler facilement ensemble et de contribuer de manière productive, et que les énigmes avaient suffisamment de variété pour "défier à la fois logique et la pensée créative". D'un autre côté, il a estimé que le jeu en solo est beaucoup moins épanouissant en raison de l'accent mis sur le jeu collaboratif entre les joueurs, et que le récit nuit à l'expérience de jeu de la salle d'évasion.  
Kyle LeClair d'Hardcore Gamer a donné une critique positive et a déclaré qu'il espérait qu'Escape Academy réussirait suffisamment pour justifier une suite.  
Ozzie Mejia de Shacknews a salué l'Escape Academy comme l'une des meilleures expériences de jeu coopératif de 2022. 